# Un premier amour

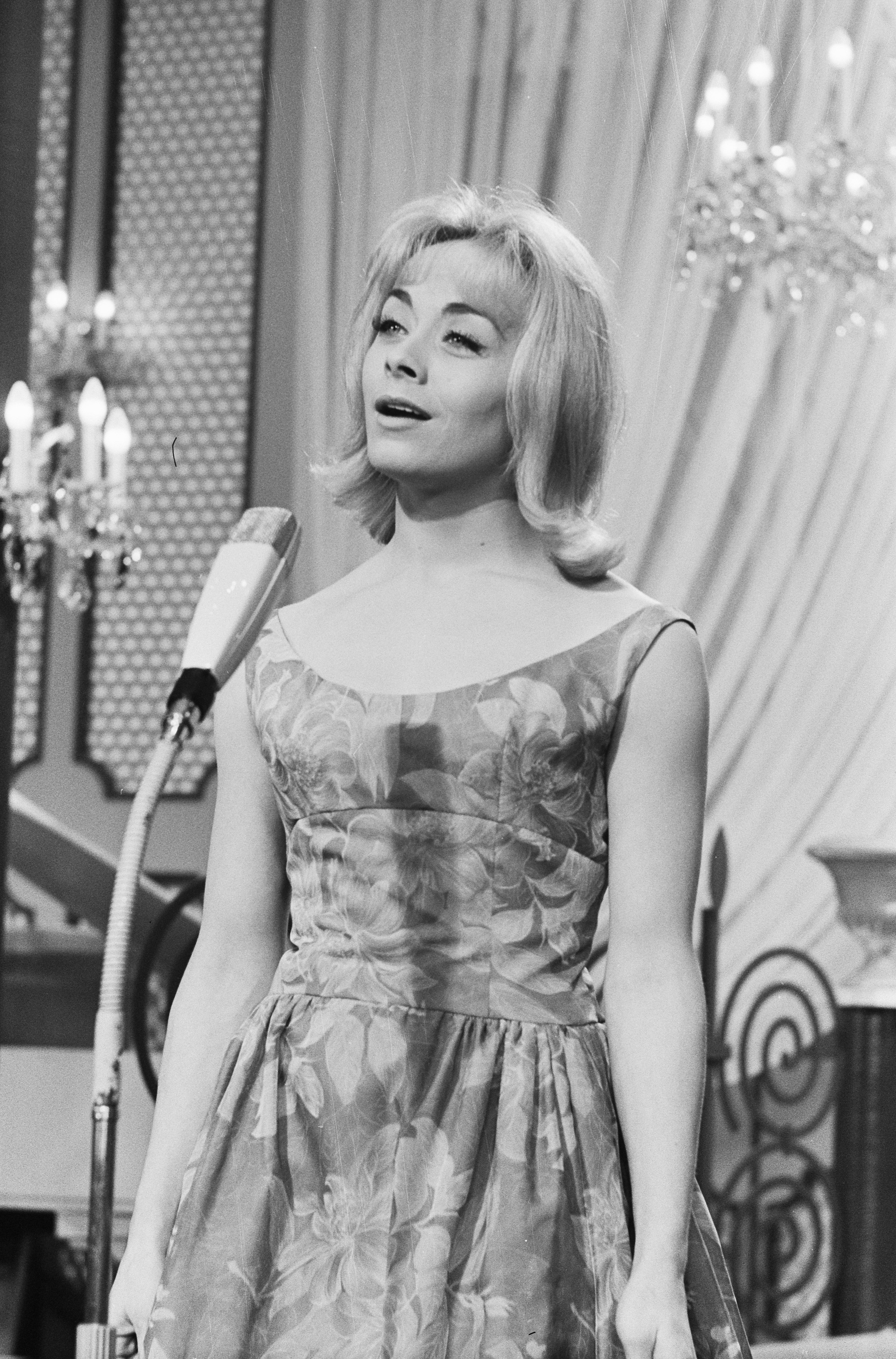
Isabelle Aubret śpiewająca utwór „Un premier amour"

Un premier amour – utwór francuskiej wokalistki Isabelle Aubret, napisany przez Claude'a Henriego Vica i Rolanda Valade'a, a nagrany oraz wydany w 1962 roku i umieszczony na albumie pod tym samym tytułem. Kompozycja reprezentowała Francję podczas finału 6. Konkursu Piosenki Eurowizji w tym samym roku.
Podczas finału konkursu, który odbył się 18 marca 1962 roku w luksemburskim Villa Louvigny, utwór został zaprezentowany jako dziewiąty w kolejności i ostatecznie wygrał, zdobywając 26 punktów. Dyrygentem orkiestry podczas występu Aubret był Franck Pourcel. 
Na stronie A minialbumu, oprócz utworu „Un premier amour”, znalazła się także piosenka „Petit bonhomme”, natomiast na stronie B – „Ces deux là” i „Là-bas”.